# Dieken (Hemer)
Dieken ist als Teil der ehemals selbstständigen Gemeinde Sundwig seit den preußischen Gebietsreformen 1929 ein Ortsteil der Gemeinde, seit 1936 der Stadt Hemer in Nordrhein-Westfalen.
Dieken befindet sich östlich von Wenhagen und Sundwig sowie westlich der Siedlungen Hohenstein und Hembecke, die beide zu Deilinghofen gehören. Die Ortschaft liegt an der K 32, die durch das Stephanopeler Tal führt und Dieken mit dem südlichen Nachbarort Grüntal verbindet.

## Industrie
Dieken ist Standort einiger traditioneller Sundwiger Industrieunternehmen, wie Andritz Sundwig und der Sundwiger Drehtechnik, die teilweise seit dem 18. Jahrhundert in der Metall verarbeitenden Industrie tätig sind.
1698 begann die Industrieansiedlung am Standort Dieken mit der Ansiedlung einer Papiermühle. 1796 baute die Familie von der Becke im Dieken ein Wohnhaus aus Bruchsteinen, das heute unter dem Namen Reidemeisterhaus noch als Bürogebäude genutzt wird. Zur Front und an beiden Seiten ist es mit einem Wassergraben umgeben und gilt als Wahrzeichen des Ortsteils.
1805 kaufte Heinrich von der Becke die Papiermühle und baute sie 1838 zu einer Papierfabrik um. 1860 wurde die Fertigung stillgelegt. Im Anschluss gründete Felix von der Becke eine Metallwarenfabrik auf dem gleichen Gelände. In der nun folgenden Zeit wurden weitere Gebäude errichtet. Anfang des 20. Jahrhunderts wurde die Firma von Franz Kutschelis übernommen. 1942 übernahm Ernst Rittinghaus die Firma und es entstand eine Metallwarenfabrik mit Fassondreherei und Metallgießerei. Zur Erweiterung der Produktion wurden mehrere Industriehallen benötigt und gebaut. Das Nachfolgeunternehmen ist heute die Sundwiger Drehtechnik.